# Anita Borg

Anita Borg (17. januar 1949 – 6. april 2003) var en amerikansk datalog. Hun grundlagde Institute for Women and Technology og Grace Hopper Celebration of Women in Computing.
 Der er for få eller ingen kildehenvisninger i denne artikel, hvilket er et problem. Du kan hjælpe ved at angive troværdige kilder til de påstande, som fremføres i artiklen.